# Igmar Felicia
Igmar Felicia (Amersfoort, 11 september 1990) is een Nederlandse radio-dj. Hij heeft wegens CPTSS (complexe posttraumatische stressstoornis) sinds 2024 geen werk. Hij is wel actief op Instagram.

## Biografie
Felicia hoorde als kind bij de Jehova's getuigen.

### Radio
Felicia begon zijn radiocarrière bij de lokale omroep Roulette FM. In 2013 deed hij het opleidingstraject NuTalent van de 538 Groep. Vervolgens maakte hij achtereenvolgens programma's bij SLAM! (2013-2017), Qmusic (2017-2019) en Radio 538 (2019-2022). Hij is ook werkzaam geweest bij NPO FunX. Hij presenteerde onderstaande programma's:
SLAM!
- Recharge, zaterdag/zondag 12-15 uur (2013)
- Bij Igmar, maandag t/m donderdag 19-00 uur, later 19-22 uur (2014-2017)

Qmusic
- Mattie, Fien & Igmar, maandag t/m vrijdag 6-9 uur (2017-2018)
- Bij Igmar, maandag t/m donderdag 19-21 uur (2018-2019)

Radio 538
- Bij Igmar, zaterdag/zondag 18-21 uur (2019-2021)
- Bij Igmar, maandag t/m donderdag 22-00 uur (2021-2022)

Eind maart 2022 maakte Felicia bekend dat zijn contract bij 538, dat een maand later afliep, niet verlengd werd.
NPO FunX
- Igmar & Jamy Joy, zondag 16-19 uur.

26 juli 2022 was Felicia voor even te horen bij SLAM! in Het Avondcircus. Hij keerde echter niet terug bij het station.

### Televisie
Vanaf 2018 schoof Felicia af en toe aan bij RTL Boulevard om over muziekonderwerpen te praten. Ook verzorgde hij enige tijd op vrijdag het item De week van Igmar bij RTL Late Night met Twan Huys.
Aan het eind van 2019 deed Felicia mee aan het tv-programma 'De Slimste Mens'. Hij haalde de finaleweek en werd vijfde.
Vanaf januari 2020 is Igmar Felicia co-presentator geweest van de programma's Zapplive en Zapplive Extra.
Andere programma's waarin Felicia was te zien:
- Praat Nederlands met me (2018)
- Britt's Beestenbende (2020)
- De drie-sterren-camping (2020)
- Adieu God? (2021)[1]
- Tien voor Taal (2021)
- Beat the Champions VIPS (2021)
- Weet Ik Veel (2022)
- The Connection (2023)
- No Way Back VIPS (2025)

### Andere werkzaamheden
Van oktober 2018 t/m juni 2019 presenteerde Felicia de serie RUMAG Roulette op het YouTube-kanaal van RUMAG. Hierin werd elke week een bekende Nederlander met behulp van negen teksten op een bord onderworpen aan een interview. Prominente gasten waren Humberto Tan, Peter R. de Vries, Giel de Winter, Bizzey, Frans Bauer, Jesse Klaver en Olcay Gulsen.
Van 2018-2019 presenteerde Felicia samen met Kaj van der Ree het youtubekanaal NIEUWSPUNT.
In 2023 sprak Felicia de stem in van Michelangelo in de film Teenage Mutant Ninja Turtles: Mutant Mayhem.

### CPTSS en financiën
In april 2025 liet hij weten te lijden aan CPTSS (complexe posttraumatische stressstoornis). Hij kon toen al anderhalf jaar niet werken, en had daardoor ook financiële problemen. Er dreigde bijvoorbeeld afsluiting van elektriciteit wegens een betalingsachterstand van ruim €1000. In juli had hij plannen om zijn woning te verkopen en van de overwaarde schulden af te lossen, en goedkoper te gaan wonen.

## Prijzen
In 2014 won Felicia de Marconi Award in de categorie 'aanstormend talent'.